# Traité de Stuhmsdorf

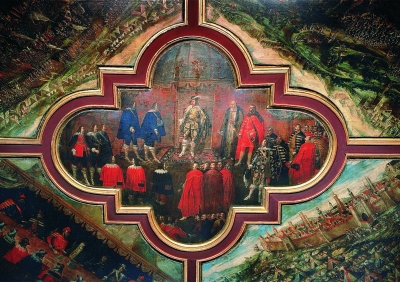
Signataires du traité de Stuhmsdorf, panneau de Tommaso Dolabella, au château de Kielce, ancien palais des archevêques de Cracovie (1640).

Le traité de Stuhmsdorf est un traité signé entre la Pologne et la Suède, le 12 septembre 1635, à Stuhmsdorf (en), près de Stuhm en Prusse royale qui fait suite au traité d'Altmark de 1629. Ce traité impose une trêve de vingt-six ans et demi aux belligérants. La Suède est affaiblie par sa participation à la guerre de Trente Ans et accepte des concessions à la Pologne, mais il permet tout de même à la Suède de conserver des territoires, ce qui satisfait ses alliés, la France, l'Angleterre et les Provinces-Unies, qui souhaitaient que la Suède concentre ses efforts dans les conflits du Saint-Empire, plutôt qu'au bord de la Baltique. La trêve dura jusqu'en 1655, lorsque la Suède envahit à nouveau les territoires de l'union polono-lituanienne pendant la première guerre du Nord (1655 – 1660).